# Малоперещепинський район
Малопереще́пинський райо́н — адміністративно-територіальна одиниця УСРР, утворена 7 березня 1923 у складі Полтавської округи з Малоперещепинської і Новотагалмицької волостей Красноградського повіту та  Микільської волості Полтавського повіту Полтавської губернії. Охоплювала 12 сільрад загальною площею 530 верст² (~603 км²). Станом на 1923 рік район налічував 34 323 жителі. 
2 вересня 1930 частину території району (Головачанську, Минівську і Буланівську сільради) було віднесено до Полтавської міської Ради.
3 лютого 1931 Малоперещепинський район було розформовано, а його територію приєднано до Новосанжарського району.